# Jacob Cohen (Psychologe)
Jacob Cohen (* 1923; † 20. Januar 1998) war ein US-amerikanischer Psychologe und Hochschullehrer. Er leistete einen entscheidenden Beitrag zur Statistik in den Verhaltenswissenschaften. Eine der am häufigsten verwendeten Maßzahlen für die Effektstärke, Cohens d, geht auf ihn zurück. Auch die verbreitete Maßzahl für diagnostische Übereinstimmung, Cohens Kappa, wurde unter anderem von ihm eingeführt.

## Leben und Wirken
Cohen machte seinen High-School-Abschluss an der Townsend Harris High School in New York und kam mit 15 Jahren auf das City College of New York. Dort war er zunächst – bis auf Pingpongspielen – nicht sehr aktiv, bewarb sich beim Nachrichtendienst der US Army und verbrachte das letzte Jahr des Zweiten Weltkriegs in Frankreich. Nach seiner Rückkehr in die USA setzte er jedoch sein Psychologie-Studium fort, machte 1947 seinen Abschluss und promovierte 1950 an der New York University in klinischer Psychologie. Thema seiner Dissertation war die Faktorenstruktur des Wechsler Intelligenztests bei Patienten und Vergleichsgruppen. Erste Forschungsarbeiten führte er am Kriegsveteranenministerium der Vereinigten Staaten durch, wo er vom angestellten Psychologen zum Forschungsdirektor aufstieg. Während dieser Zeit, in der er Teilzeit in der Lehre tätig war, entwickelte er Cohens Kappa.
Von 1959 bis zu seiner Emeritierung im Jahr 1993 hatte er eine Professur am Psychologischen Institut an der New York University inne. 1969 wurde er Präsident der Society for Multivariate Experimental Psychology. Von der American Psychological Association erhielt er 1997 eine Auszeichnung für sein Lebenswerk.
Sein einflussreichster Beitrag war die Entwicklung grober Normen für kleine, mittlere und große Effektstärken sowie einfacher zu handhabende Methoden zur Abschätzung der benötigten statistischen Power für geplante Studien. Sein Buch Statistical power analysis for the behavioral sciences wurde zu einem Klassiker in diesem Bereich.
Ein weiterer wichtiger Beitrag war die Einführung neuer Techniken zur Anwendung der multiplen Regressionsanalyse als allgemeine Methode zur Varianzaufklärung. In seinen letzten Jahren stellte er die Tradition des Testens der Nullhypothese in Frage und schlug modernere Techniken vor, um die Schwächen der Signifikanztestung zu vermeiden.
Er starb am 20. Januar 1998 nach langer Krankheit.

## Werke
- Jacob Cohen: The statistical power of abnormal-social psychological research: A review. Journal of Abnormal and Social Psychology, 65, 1962, S. 145–153.
- Jacob Cohen: Multiple regression as a general dataanalytic system. Psychological Bulletin 70 (6), 1968, S. 426–443.
- Jacob Cohen: Statistical power analysis for the behavioral sciences. 1969, 1988, Hillsdale, NJ: Erlbaum.
- Jacob Cohen & Patricia Cohen: Applied multiple regression/correlation analysis for the behavioral sciences. 2. Aufl. 1983. Hillsdale, NJ: Erlbaum.
- Jacob Cohen: Things I Have Learned (So Far). American Psychologist 45 (12), 1990, S. 1304–1312.
- Jacob Cohen: A Power Primer. Psychological Bulletin 112 (1), 1992, S. 151–159.
- Jacob Cohen: The earth is round (p < .05). American Psychologist 49(12), 1994, S. 997–1003.